# Trichoma gracilipenne
Trichoma gracilipenne är en insektsart som beskrevs av Tillyard 1916. Trichoma gracilipenne ingår i släktet Trichoma och familjen Berothidae. Inga underarter finns listade i Catalogue of Life.